# Proton Saga
Proton Saga – samochód osobowy typu hatchback lub sedan produkowany w latach 1985–2008 przez malezyjski koncern Proton.

## Historia modelu

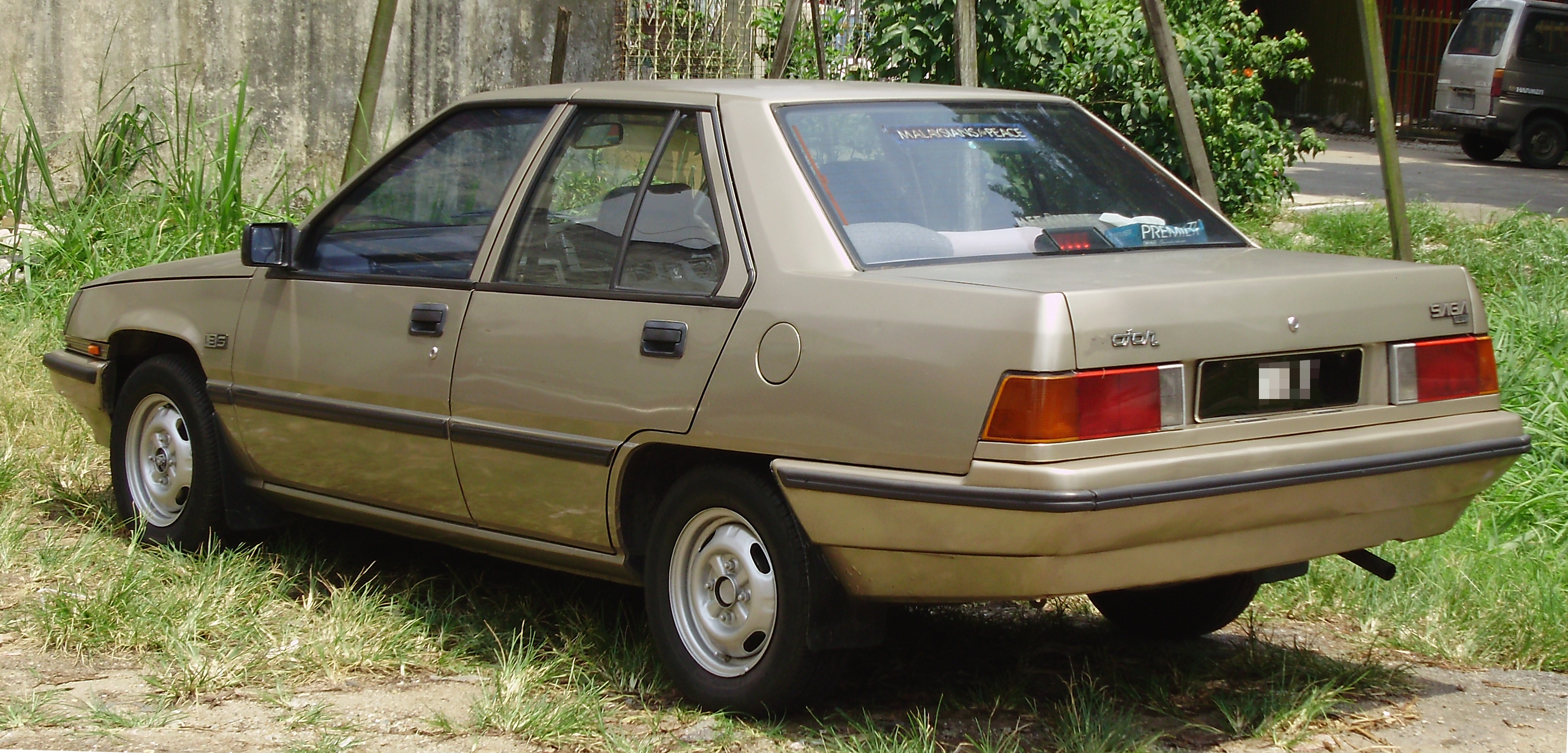
Proton Saga – tył

Powstała w 1983 roku firma Proton zaprezentowała w 1985 roku swój pierwszy model – kompaktową Sagę powstałą na licencji japońskiego Mitsubishi Lancer III z lat 1983 – 1987. Aby odróżnić Sagę od Lancera, model otrzymał inny tył i przód. Wersja liftback nosiła dodatkową nazwę Aeroback. Sprzedaż prowadzona była w Malezji, w Indonezji, na Filipinach, w Australii oraz w Wielkiej Brytanii jako Proton MPI. Model pierwszą modernizację przeszedł w 1992 roku. Zmieniono kompletnie wnętrze, przód, tył oraz nazwę – na Saga Iswara. Na indonezyjskich rynkach Saga po liftingu nosiła nazwę Iswara. Paleta nadwozi pozostała bez zmian. Sprzedaż prowadzono aż do 2008 roku, mimo że już w 2003 roku przeprowadzono drugi lifting polegający na unowocześnieniu stylizacji, zmieniono przód, tył, wnętrze oraz podzespoły. Nazwę zmieniono z Saga Iswara na Saga. Pojawiła się też "usportowiona" wersja LMST, która odróżniała się od zwyczajnej Sagi bardziej agresywnym pakietem stylizacyjnym. Wcześniej, bo w 1993 roku zaprezentowano Protona Wirę, która stanowiła nowocześniejszą alternatywę dla Sagi i była pewnego rodzaju następcą. Jednak to nie nadszarpnęło sprzedaży. Saga stanowiła filar oferty. Saga była najpopularniejszym modelem Protona i drugim najpopularniejszym modelem po Perodui MyVi w Malezji.
Sprzedaż trwała w Malezji niemal 22 lata (Wielkiej Brytanii tylko do 1993 roku). Jednak ze względu na przestarzałość sylwetki Proton postanowił zaprezentować nowy model pod nazwą Saga II, który nie miał właściwie nic wspólnego ze starym modelem. Zmienił się segment; z C na B. Modele mają ze sobą wspólną tylko nazwę. Właściwie jak wcześniej wspominano Sagę zastąpił model Wira.
Docelowo modele Saga I i Wira ma zastąpić paleta modeli Gen-2 i Persona.

## Galeria modelu Saga

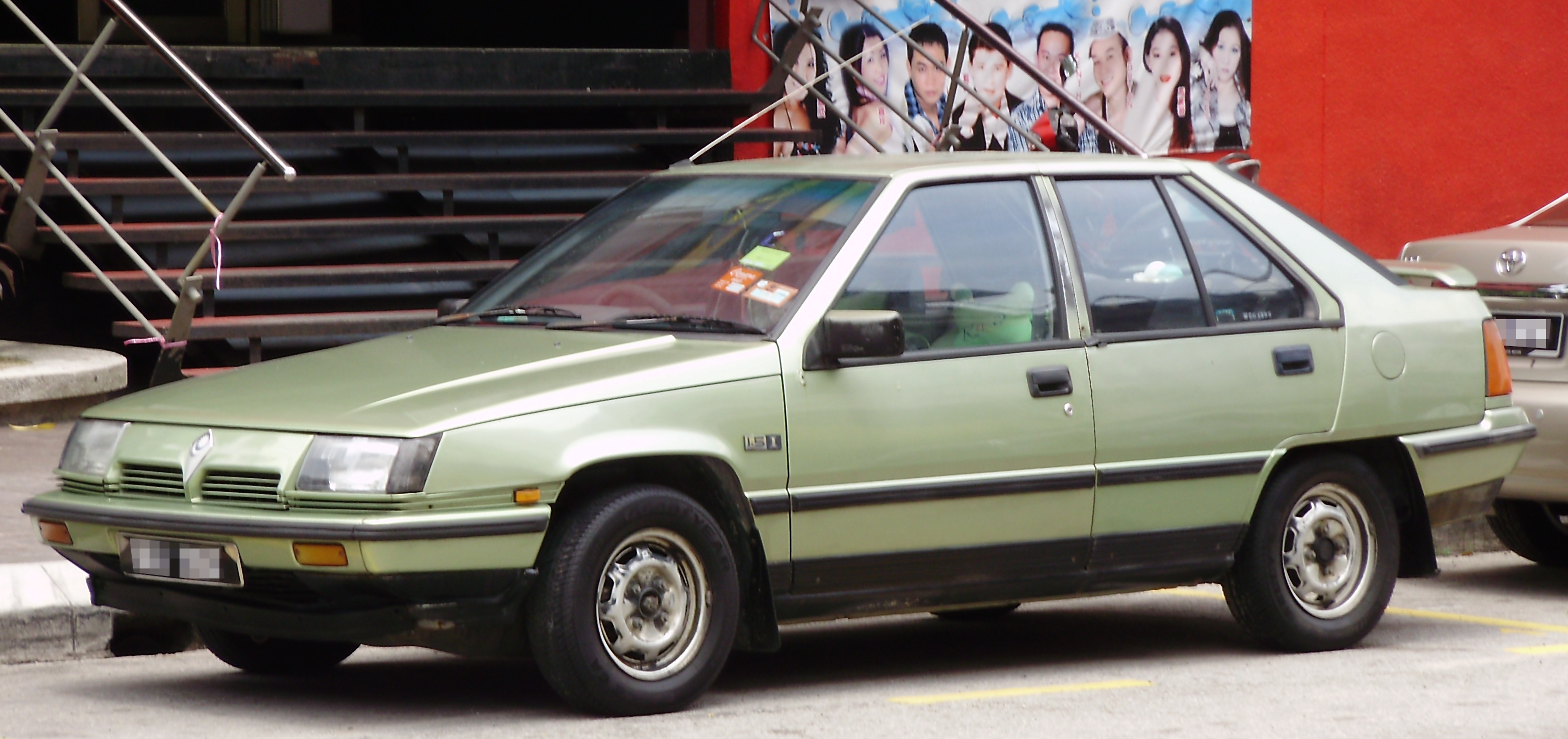
Proton Saga '85-'92 Aeroback
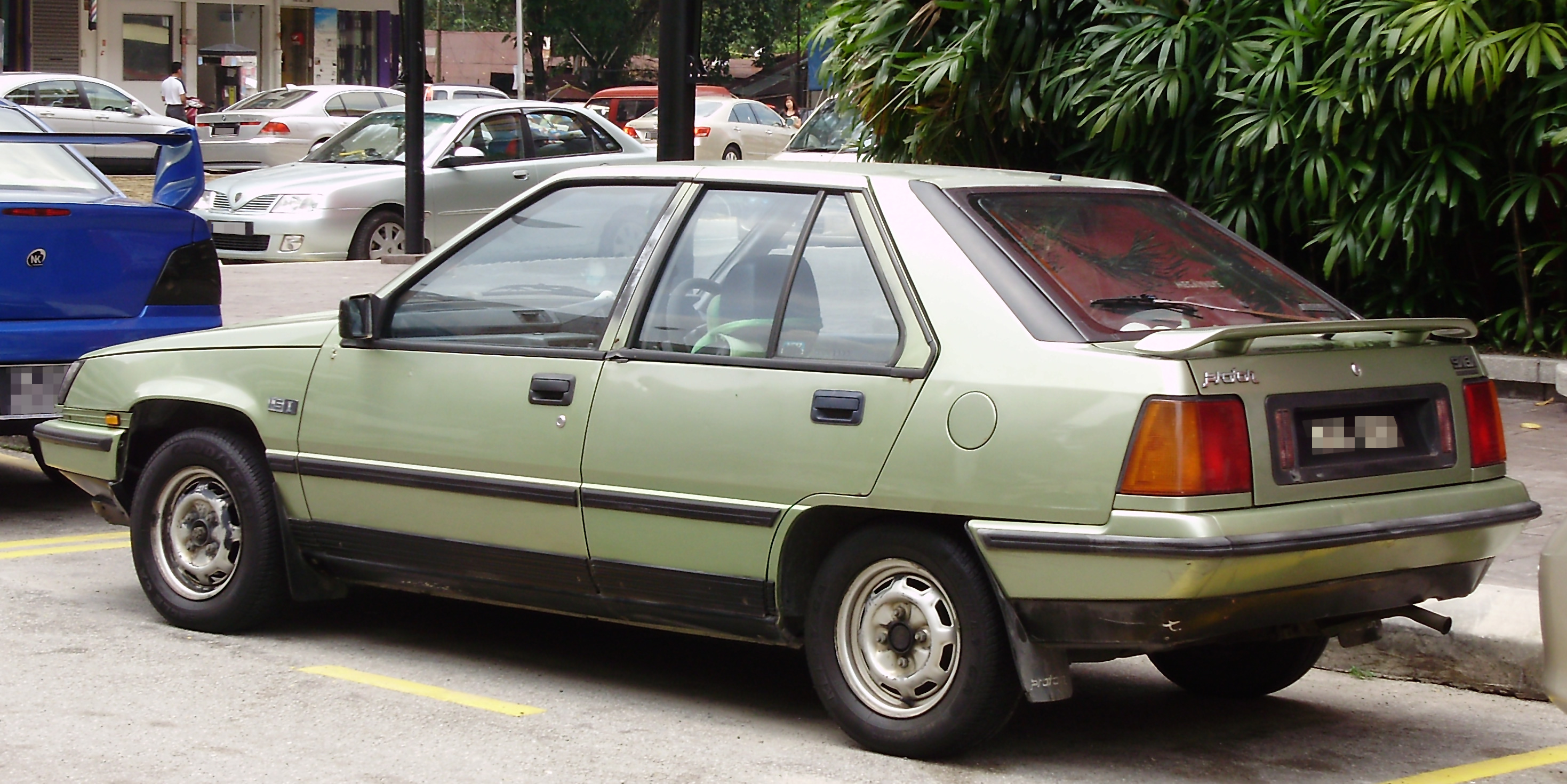
Proton Saga '85-'92 Aeroback
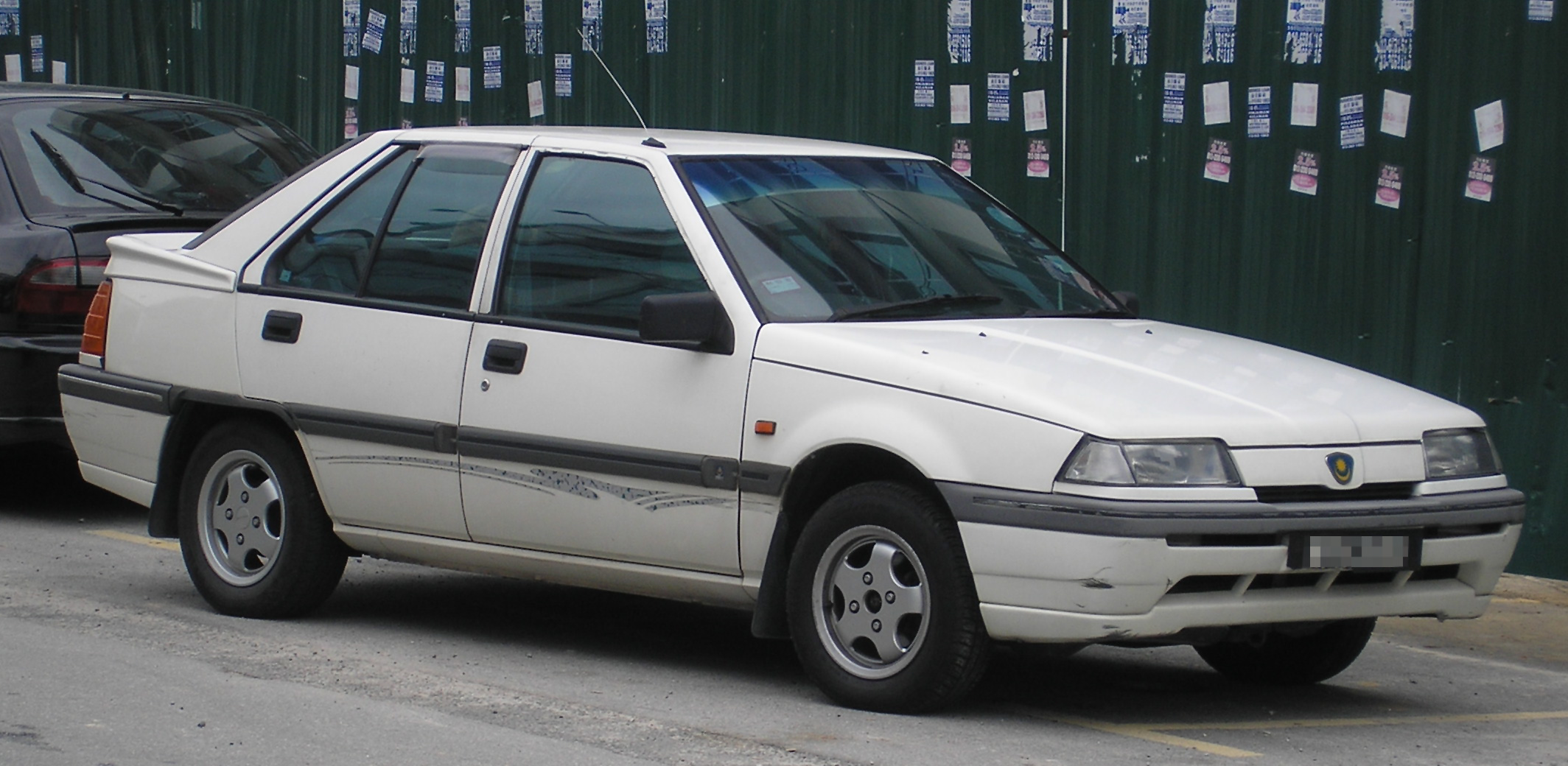
Proton Saga Iswara '92-'08 Aeroback
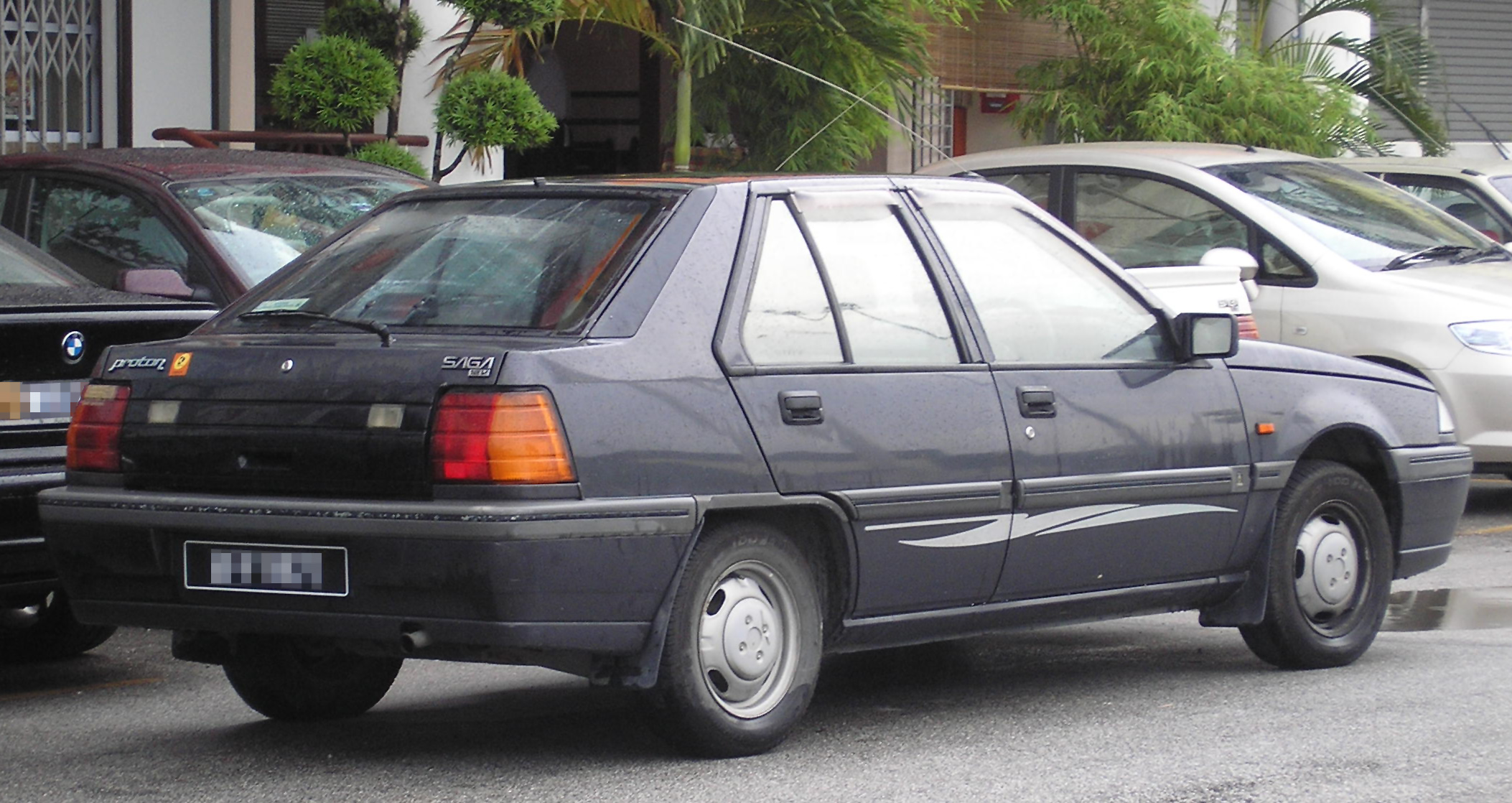
Proton Saga Iswara '92-'08 Aeroback
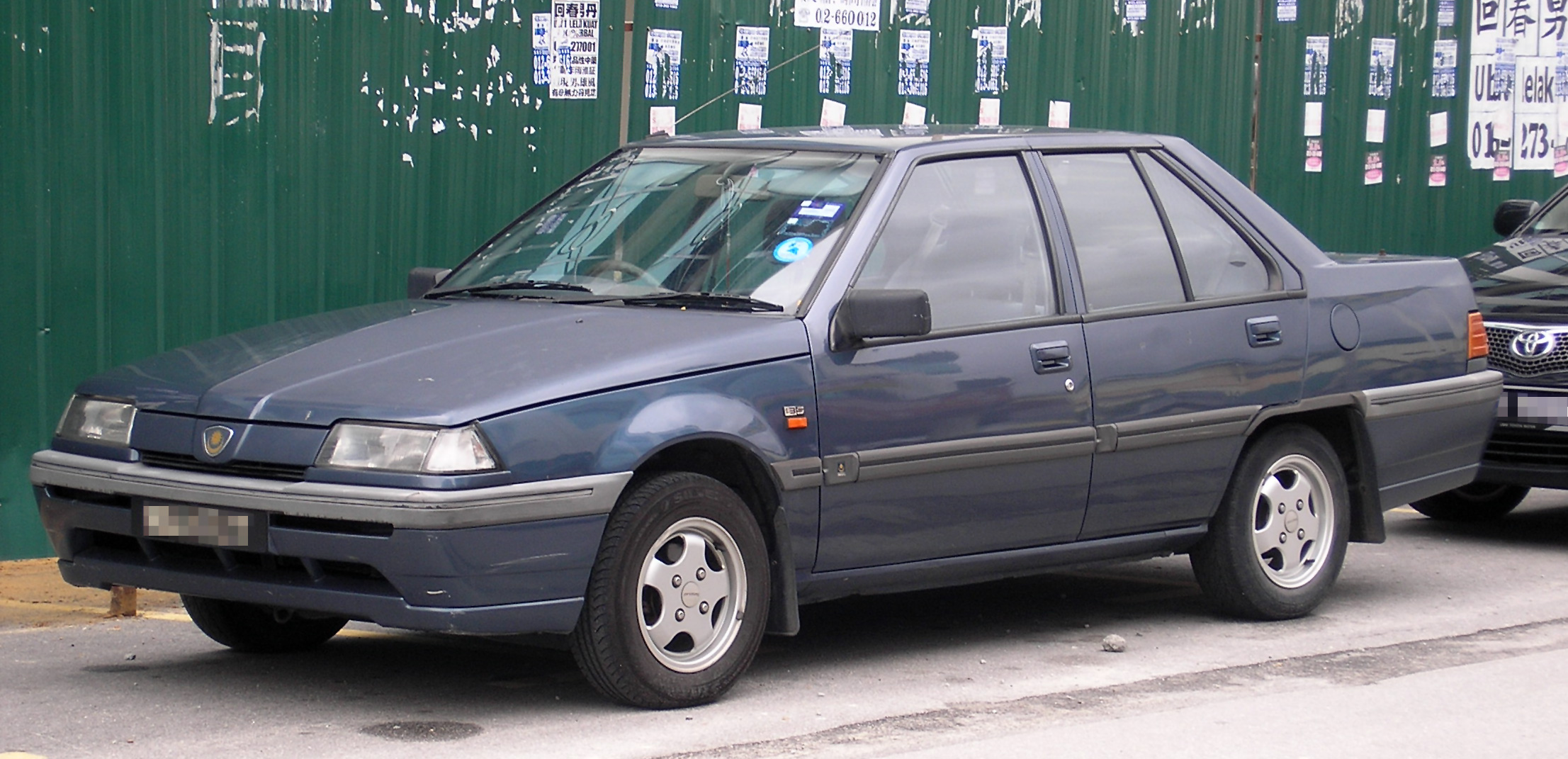
Proton Saga Iswara  '92-'98 Sedan
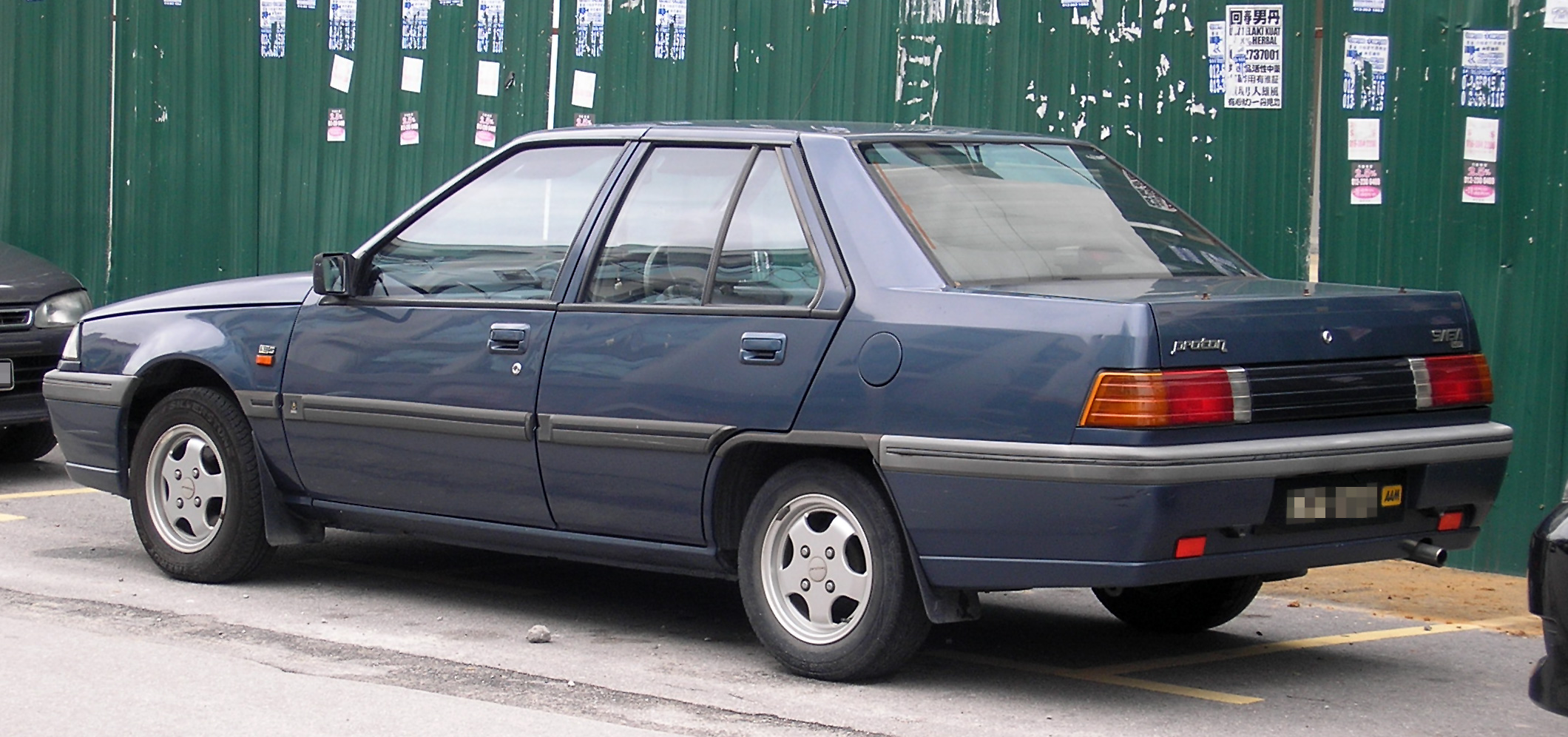
Proton Saga Iswara  '92-'08 Sedan
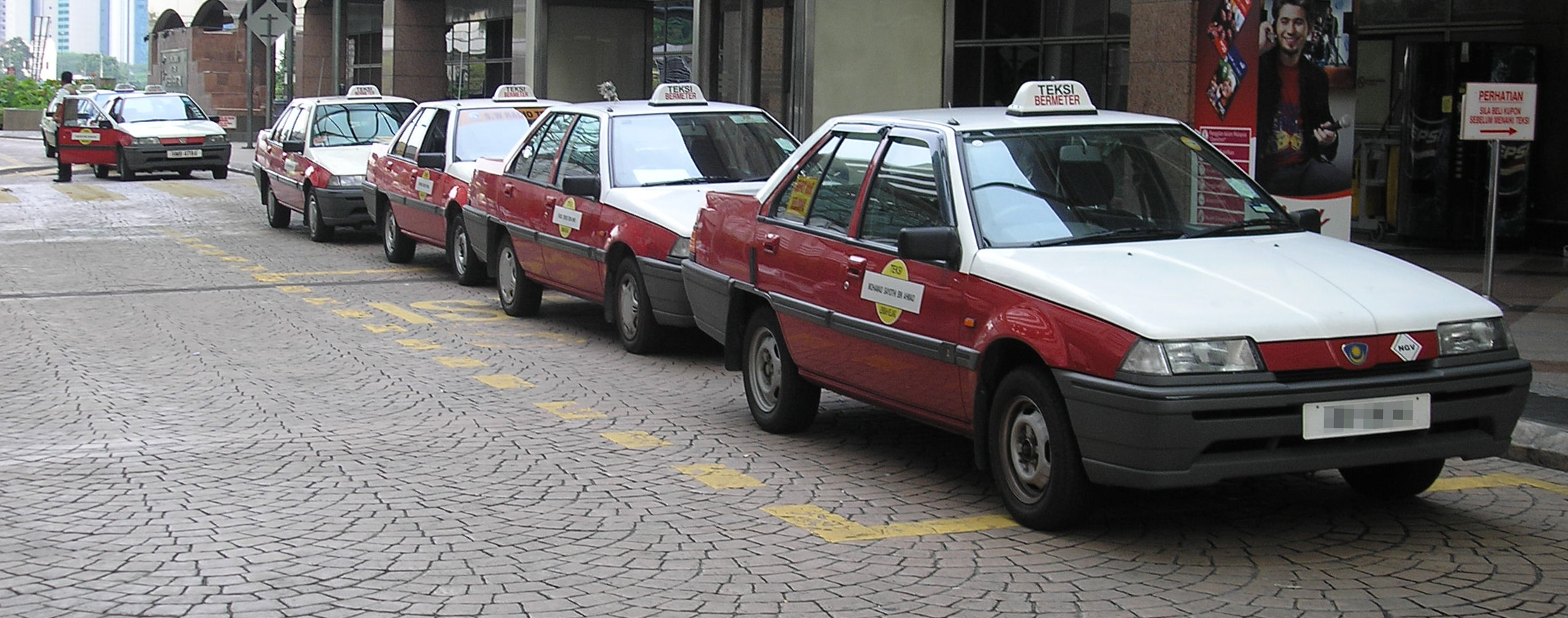
Proton Saga Iswara jako malezyjska taksówka
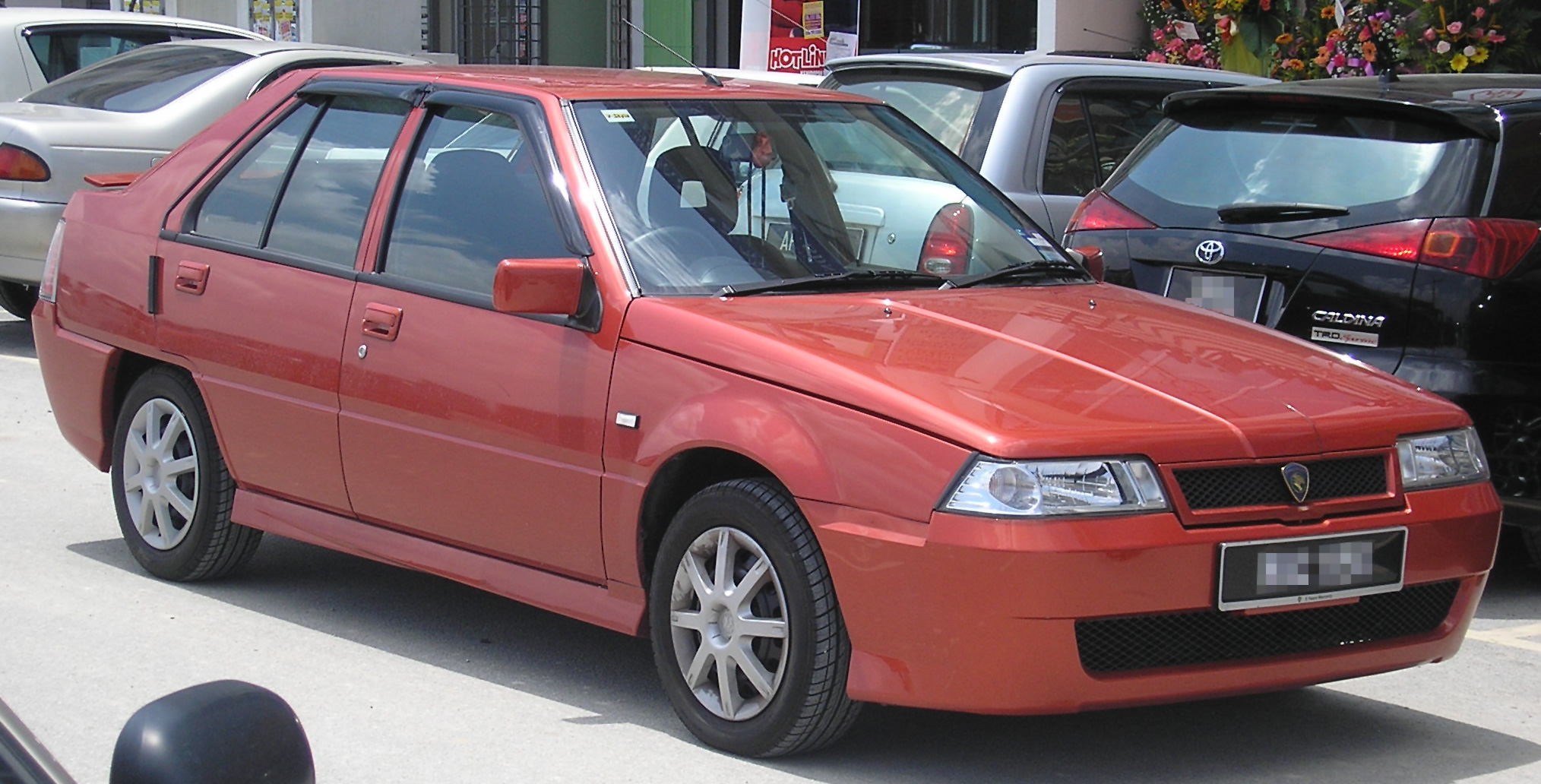
Proton Saga '03-'08 Aeroback
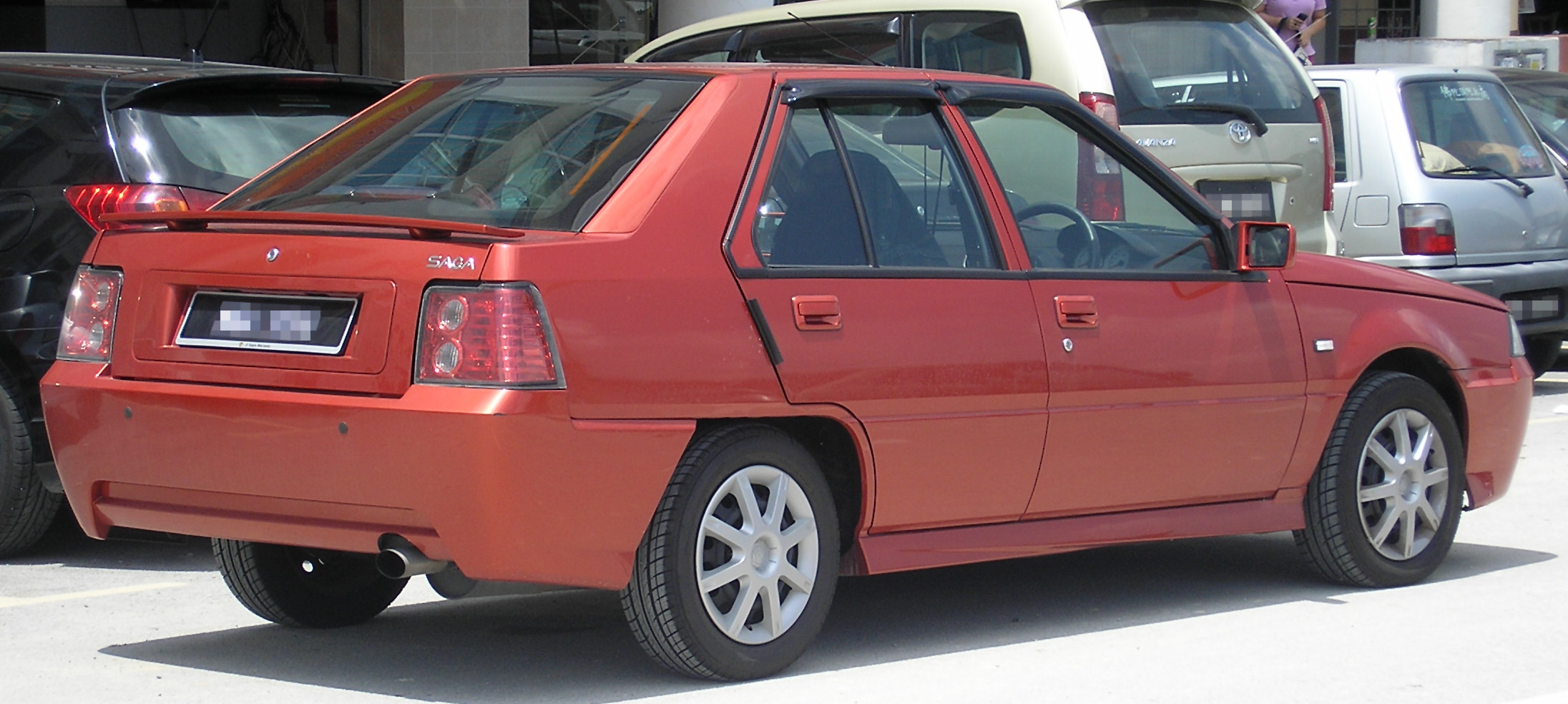
Proton Saga '03-'08 Aeroback
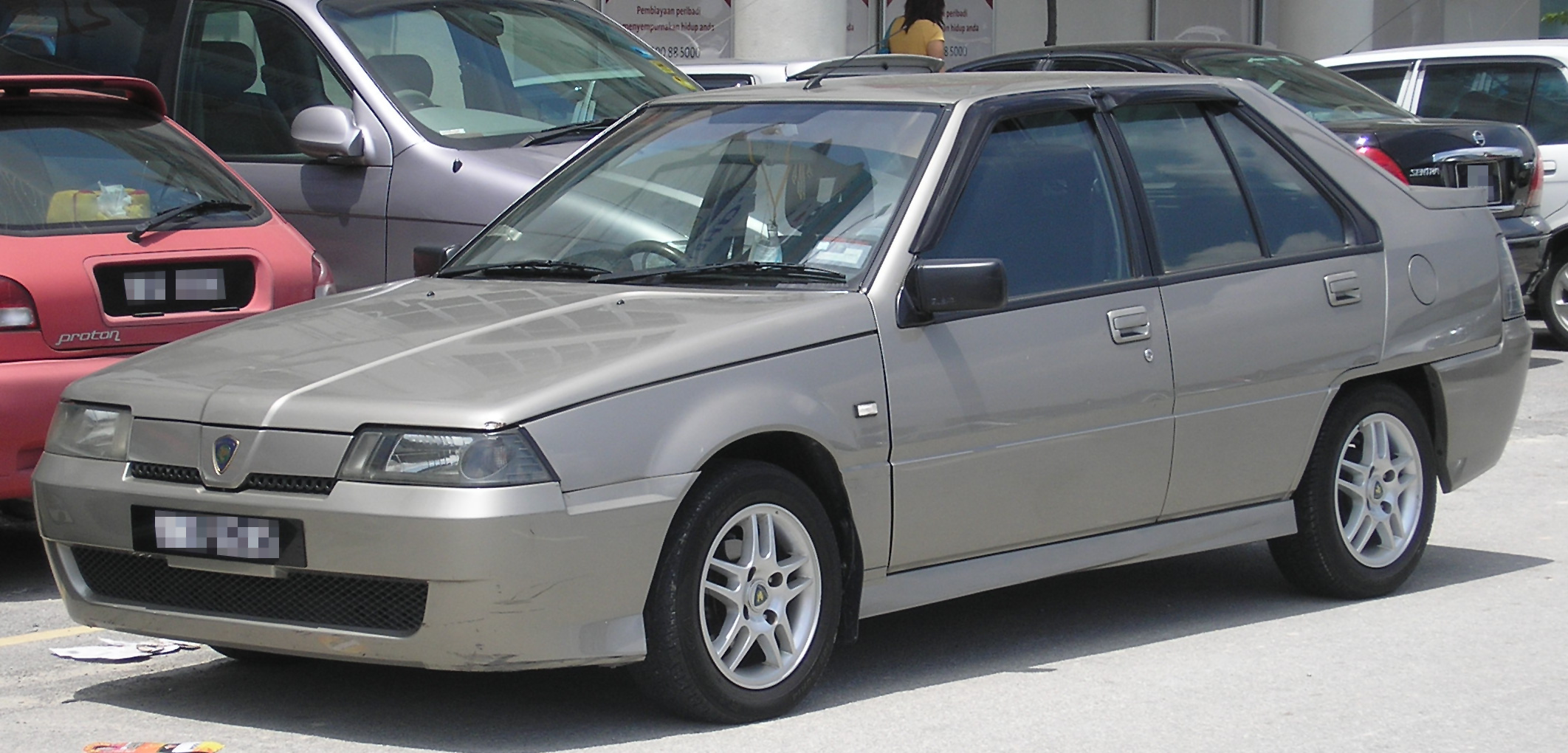
Proton Saga '03-'08 LMST
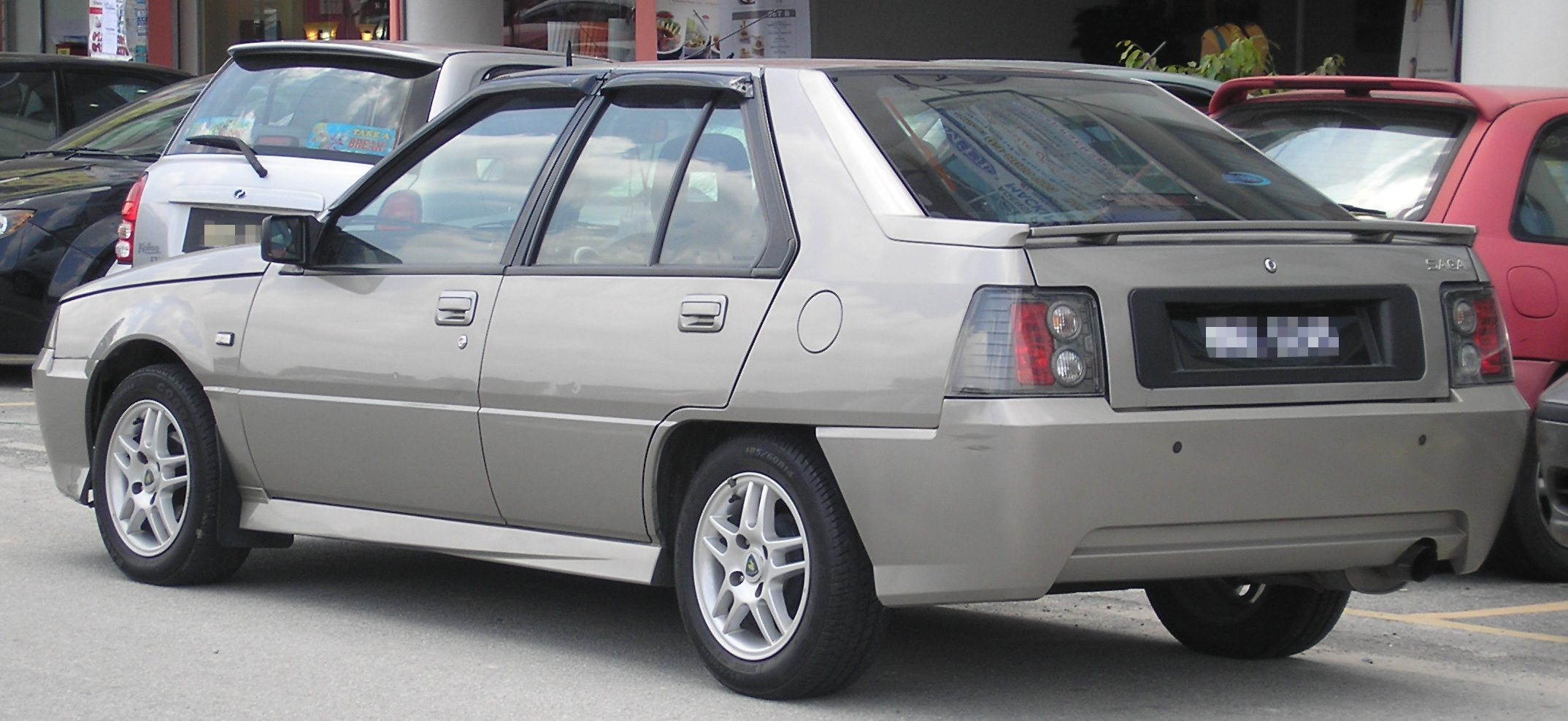
Proton Saga '03-'08 LMST